# Proleter: organ Centralnog komiteta Komunističke partije Jugoslavije
Proleter je list Centralnog komiteta Komunističke partije Jugoslavije (KPJ), sekcije komunističke internacionale (Kominterne). Izlazio je ilegalno, neredovito, od ožujka 1929. do prosinca 1942. godine. Mnogo brojeva izašlo je s podnaslovom "organ Centralnog komiteta Komunističke partije Jugoslavije", a uz to je znalo biti dodano i "sekcije Komunističke internacionale". Neki brojevi izašli su bez ikakvog podnaslova.

## Pozadina
Komunistička partija Jugoslavije djelovala je ilegalno. Organizirano tiskanje propagandnih listova počelo je 1925. po zapovijedi partije, izdavanjem lista Komunist. Uređivao ga je Moša Pijade, a zbog toga je bio i uhićen i osuđen na zatvorsku kaznu. Nakon Komunista započinju izdavati i druge listove, a već 1926. izdaju teorijski list Klasna borba. Dolaskom Šestosiječanjske diktature, pokazala se potreba za listom koji bi bio glasilo KPJ, informirao o stanju u određenim krajevima, te širio ideje i naputke Komunističke partije.

## Povijest izlaženja lista

### Zagreb
Započinje izlaziti u Zagrebu, u ožujku 1929., samo dva mjeseca nakon uvođenja Šestosiječanjske diktature. Do prosinca 1929. izašlo je 5 brojeva. Policija je zaplijenila sve primjerke trećeg i petog broja. Zbog teških političkih uvjeta u Jugoslaviji, Centralni komitet je preselio sjedište u Beč. Idućih 10 godina Proleter se tiska u inozemstvu.

### Beč
Uz pomoć vodstva Komunističke partije Austrije nabavljeni su tiskarski strojevi iz Berlina, pa je od prosinca 1929. u Beču nastavljen tisak Proletera, Klasne borbe i drugih propagandnih materijala. Širila se mreža suradnika i dopisnika s područja cijele Jugoslavije, a list su uređivali ili u njemu redovito sudjelovali članovi Centralnog komiteta KPJ i mnogi poznati borci i pripadnici KPJ onoga vremena. Preko granice su ga ilegalno najčešće prenosili jugoslavenski studenti koji su studirali u Beču. U Beču je list izlazio do siječnja 1934., a tiskana su 32 broja.

### Prag
Zbog promjene političkog stanja u Austriji, tisak je preseljen u Prag, gdje je živio veći broj jugoslavenskih komunista. Imali su i potporu Komunističke partije Čehoslovačke, stoga su i okolnosti u početku bile znatno povoljnije. Policijske premetačine postale su sve češće, pa je KPJ pokušala organizirati tisak u ilegalnoj tiskari u Beogradu (u kojoj je izlazio i Komunist). U lipnju 1935. beogradska policija je uhitila organizatore, pa je pokušaj propao. Tisak je nastavljen u Pragu, sve dok u ožujku 1936. tamošnja policija nije uhitila skupinu jugoslavenskih komunista zaduženih za Proleter. Od svibnja 1934. do lipnja 1936. u Pragu je tiskano 12 brojeva.

### Bruxelles i Pariz
Krajem 1936. CK KPJ seli iz Beča u Pariz, a osniva se i poseban odjel za tisak. U Parizu su prikupljani dopisi i Proleter je uređivan, a tiskan je u Bruxellesu. Jugoslavenski komunisti imali su u tome veliku pomoć francuskih i belgijskih komunista. Od srpnja 1936. do veljače 1938. u Bruxellesu je tiskano 19 brojeva Proletera. U uređivanju i tiskanju ovih brojeva aktivno je sudjelovao i Josip Broz Tito. Nastupila je stanka od 15 mjeseci, a zatim je u svibnju 1939. izašao jedan broj u Parizu. Za njega je najviše članaka napisao Tito. Tim brojem završilo je desetogodišnje izlaženje lista u inozemstvu. Ukupno su izvan Jugoslavije tiskana 64 broja.

### Povratak u Jugoslaviju
U siječnju 1940. nakon 10 godina, Proleter ponovno izlazi u Jugoslaviji u ilegalnim tiskarama. Prva dva dvobroja 1940. izlaze u Zagrebu. U travnju 1940. policija otkriva ručnu tiskaru i zatvara komuniste. Iduća dva dvobroja izlaze u Beogradu, zatim dvobroj u Ljubljani, a godina završava trobrojem u Beogradu. Prvi broj u siječnju 1941. tiskan je opet u Zagrebu, a nakon njega trobroj u okupiranom Beogradu. Još su dva ratna broja izašla 1942. godine, u Foči i u Drinićima, a pretiskana su u Beogradu.

## Značenje
Proleter je najznačajniji jugoslavenski komunistički list svoga vremena. Promicao je marksizam, analizirao društvena i politička kretanja u Kraljevini Jugoslaviji i u svijetu, tumačio stavove KPJ i Kominterne, raskrinkavao protivnike socijalističke revolucije i Sovjetskog Saveza, širio naputke za ponašanje komunista i poticao radničku klasu na ustanak. Neki brojevi bili su malog, a neki velikog formata. Prvi brojevi pisani su pisaćim strojem i bili su neugledni. To je razumljivo s obzirom na uvjete: ilegalno djelovanje Partije, ilegalni tisak, ilegalne tiskare, nedostatak novca ili strojeva, redoviti policijski pretresi i drugo. Ove novine su vrijedne jer se iz njih mogu iščitati brojni neiskrivljeni povijesni događaji, način razmišljanja i djelovanja komunista, način širenja propagande, smisao i cilj njihove borbe, politički pogledi, a iz mnogih objavljenih dopisa može se razumjeti teško materijalno i duhovno stanje u zemlji praćeno redovitim političkim previranjima i državnim terorom Kraljevine Jugoslavije.

## Reprint
Institut za izučavanje radničkog pokreta 1968. godine u Beogradu izdaje pretisak Proletera kao zbornik ("Proleter: organ Centralnog komiteta Komunističke partije Jugoslavije 1929 – 1942."). Uredio ga je Pero Morača. Tim povodom, značaj Proletera obrazložio je u predgovoru Josip Broz Tito. Povijest ilegalnog izlaženja Proletera sažeo je mr. Milovan Bosić. Nakon toga slijede fotokopije prikupljenih brojeva proletera, a na kraju je sadržaj svakog objavljenog broja, registar autora, registar osobnih imena, registar zemljopisnih pojmova, tablični prikaz o tiskanju Proletera, popis kratica i pogovor.

Reprint sadrži većinu brojeva. Do izdavanja zbornika 7 brojeva nije pronađeno, ali priređivači su imali podatke o njima. Za 3 broja nisu imali nikakvih podataka.

## Dostupnost
Proleter je dostupan za čitanje u nekoliko knjižnica na području Republike Hrvatske:
- Nacionalna i sveučilišna knjižnica u Zagrebu (reprint i neki originalni brojevi) ↓A
- Knjižnice Grada Zagreba (reprint) ↓B
- Sveučilišna knjižnica Rijeka (reprint) ↓C
- Gradska knjižnica Zadar (reprint) ↓D
- Znanstvena knjižnica Zadar (reprint i neki originalni brojevi) ↓E

## Vanjske poveznice
- Proleter pri stranicama Biblioteka Znaci